# Paragorgia whero
Paragorgia whero is een zachte koraalsoort uit de familie Paragorgiidae. De koraalsoort komt uit het geslacht Paragorgia. Paragorgia whero werd in 2005 voor het eerst wetenschappelijk beschreven door Sánchez. 